# Xiphipyrgus tunstalli
Xiphipyrgus tunstalli is een rechtvleugelig insect uit de familie Pyrgomorphidae. De wetenschappelijke naam van deze soort is voor het eerst geldig gepubliceerd in 1982 door Kevan.